# Nuevo San Francisco (Piura)
Nuevo San Francisco es un caserío peruano ubicado en el distrito de Amotape, perteneciente a la provincia de Paita del departamento de Piura, al norte del Perú. 

## Ubicación
Nuevo San Francisco se ubica al norte de la provincia de Paita, en el distrito de Amotape, en el departamento de Piura. 

## Demografía
En 2017 Nuevo San Francisco tenía una población de 66 habitantes.
| Gráfica de evolución demográfica de Nuevo San Francisco entre 1993 y 2017 |
|                                                                           |
| Fuentes: Población 1993 y 2017                                            |